# Ulrich Haberland
Ulrich Klaus Walther Werner Haberland (* 6. Dezember 1900 in Sollstedt; † 10. September 1961 bei Antweiler, heute zu Mechernich) war ein deutscher Chemiker und Industriemanager. In der Zeit des Nationalsozialismus machte er Karriere bei der I.G. Farben. Er war von 1951 bis 1961 Vorstandsvorsitzender der Bayer AG.

## Leben

### Herkunft und Studium
Ulrich Haberland entstammte einer evangelischen Pfarrersfamilie aus Sachsen; mütterlicherseits waren seine Vorfahren Fabrikbesitzer. Er besuchte nach dem Tod der Eltern ab 1911 die Lateinische Hauptschule der Franckeschen Stiftungen zu Halle (Saale) (1918 unterbrochen durch einen Kriegseinsatz). An der Universität Halle-Wittenberg studierte er nach dem Abitur von 1919 bis 1924 Naturwissenschaften mit dem Hauptfach Chemie. Ab 1923 war er wissenschaftlicher Mitarbeiter des Instituts für Chemie, wo er 1924 bei Daniel Vorländer mit der Dissertation Mikrobestimmung von Schmelz- und Übergangspunkten zum Dr. phil. promoviert wurde. Er war seit seinem Studium in der Turnerschaft Saxo-Thuringia Halle zu Gießen im Coburger Convent korporiert. Um sich sein Studium zu finanzieren, war er Werkstudent bei der I.G. Farben.

### Karriere bei der I.G. Farben

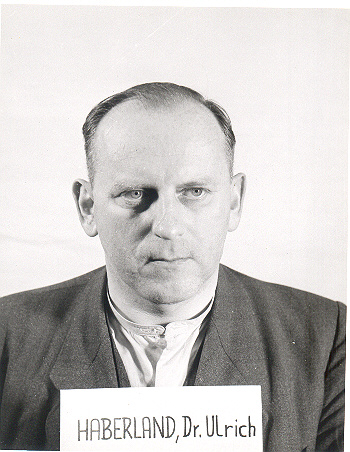
Ulrich Haberland während der Nürnberger Prozesse (vermutlich als Zeuge)

Nach seinem Abschluss nahm er eine Anstellung bei der Firma Meyer & Riemann, die Schwefelsäure, Superphosphate und Mineralfarben herstellte, in Linden bei Hannover an. 1928 wechselte er zum Werk Uerdingen der I.G. Farben, wo er 1931 Abteilungsleiter wurde. Zum 1. Mai 1933 trat er der NSDAP bei (Mitgliedsnummer 1.946.613). 1938 stieg er zum Werksleiter auf. 1943 erhielt er die Leitung des Werks Leverkusen sowie der Betriebsgemeinschaft Niederrhein, in der die Werke Elberfeld (Stammwerk), Dormagen, Uerdingen und Leverkusen zusammengefasst waren. In den 1930er Jahren entwickelte er aus den Nebenprodukten der Anilinherstellung mehrere Eisenoxidpigmente, die patentiert wurden.
Noch zur Zeit des Nationalsozialismus wurde er in den Vorstand der I.G. Farben berufen. Da die Ernennung allerdings nur mündlich erfolgte und keine Aktennotiz vorhanden war, klagten ihn die Alliierten nicht wie andere Vorstandsmitglieder bei den I.G.-Farben-Prozessen an. Außerdem galt er der britischen Besatzungsmacht als zukünftige Führungsfigur.

### Neuaufbau der Bayer AG
Entscheidenden Einfluss nahm Haberland dann nach dem Zweiten Weltkrieg, als er sich mit seinem Verhandlungsgeschick bei den Besatzungsmächten für den Fortbestand der Bayer AG einsetzte und diesen erreichte. Daraufhin wurde er mit der Neugründung der Bayer AG im Jahr 1951 deren Vorstandsvorsitzender. Als solcher forcierte er die Entwicklungs- und Forschungsaktivitäten, woraufhin sehr bald Produkte den halben Umsatz ausmachten, die das Vorgängerunternehmen noch gar nicht im Angebot hielt.
Schon 1953, zwei Jahre nach der Neugründung der Bayer AG, startete Haberland ein Modell, um einerseits die Aktienanlage populärer zu machen und andererseits die Mitarbeiter noch mehr an das Unternehmen zu binden. Spätere Formen solcher Belegschaftsaktien wurden in der deutschen Industrie durch Kapitalerhöhungen oder Investivlohnmodelle verwirklicht. Er ließ durch eine eigens geschaffene Treuhandgesellschaft, die Corona, Bayer-Aktien an der Börse kaufen und dann zu einem Vorzugspreis (anfangs zum Kurs 100 statt 120) an Mitarbeiter verkaufen. Jeder konnte drei Aktien erwerben, die er 15 Monate behalten musste. Steuerliche Abgaben übernahm die Treuhand. Auch nach dieser Frist wurden die Aktien zumeist behalten. Als später Missbräuche aufkamen, reagierte Haberland hart.

### Honorarprofessur und Verbandsfunktion
Im Jahr 1953 erhielt Haberland eine Honorarprofessur an der Mathematisch-Naturwissenschaftlichen Fakultät der Rheinischen Friedrich-Wilhelms-Universität Bonn.
Haberland hatte verschiedene Funktionen inne: Er war Vorsitzender der Landesvereinigung der Unternehmensverbände Nordrhein-Westfalen, Präsident des Verbandes der Chemischen Industrie (VCI), Mitglied des Vorstands des Stifterverbands für die Deutsche Wissenschaft, Mitglied der Deutschen Atomkommission und Senator der Max-Planck-Gesellschaft zur Förderung der Wissenschaften sowie Vorsitzender des Außenhandelsbeirats beim Bundesministerium für Wirtschaft. Er setzte sich wirtschaftspolitisch für einen einheitlichen europäischen Wirtschaftsraum ein.
Von 1960 bis 1961 war er Mitglied des Kuratoriums der Friedrich-Naumann-Stiftung.

### Privates
1961 starb Haberland an Herzversagen in seinem Landhaus in der Eifel. Er wurde auf dem Friedhof von Leverkusen-Manfort begraben. Er war verheiratet mit Ilse, geborene Koennecke (1905–1982). Das Paar hatte fünf Kinder, darunter Gert Lothar Haberland.

## Auszeichnungen
- 1950: Ehrensenator der Universität Bonn
- 1952: Goldener Ring des Deutschen Museums in München
- 1952: Ehrendoktorwürde der RWTH Aachen
- 1955: Großes Bundesverdienstkreuz mit Stern
- 1958: Carl-Duisberg-Plakette
- 1960: Ehrendoktorwürde der Universität zu Köln
- 1960: Ehrendoktorwürde der Universität Bonn
- 1961: Ehrenring der Stadt Leverkusen

## Nachruhm
Nach ihm war noch zu seinen Lebzeiten das Ulrich-Haberland-Stadion in Leverkusen benannt, das heute BayArena heißt. Der Name wurde daraufhin von der kleineren Arena übernommen, die die zweite Mannschaft von Bayer 04 Leverkusen nutzte und in der nun die U-19-Mannschaft der Herren sowie die Profi-Frauen ihre Heimspiele austragen. Nach Haberland sind Straßen in Leverkusen, Bergisch Gladbach, Bonn und Dormagen benannt.
Mit einer Spende von einer Million DM initiierte Haberland kurz vor seinem Tode den Bau des Studentendorfes Efferen der Universität zu Köln (1963–1965). Die ersten vier Gebäude erhielten den Namen „Ulrich-Haberland-Häuser“. Eine weitere Spende ging an die Universität Bonn zum Bau des dortigen Haberland-Hauses.